# Новий хлопець моєї мами
«Новий хлопець моєї мами» (англ. My Mom's New Boyfriend) — американо-німецька кінокомедія 2008 року з Антоніо Бандерасом і Мег Райан у головних ролях.

## Зміст
Юний агент ФБР Генрі для виконання чергового завдання лишає рідний дім на три роки, залишаючи у гордій самоті свою повну самотню матусю Марту. Наступного разу, коли він її побачить, вона вже постане перед ним в образі прекрасної меткої блондинки Марті, яка має намір в останні роки молодості взяти від життя все. І в своїх прагненнях вона не знає гальм: заводить романи направо і наліво, не гребує ні лисими італійськими кухарями, ні безвусими молодиками на мотоциклах. Від усього, що відбувається, у Генрі йде обертом голова, але остаточно ґрунт піде у нього з-під ніг у той момент, коли Марті зустріне якогось Томмі, а Генрі у ФБР накажуть стежити за новим залицяльником через широку популярність останнього в Інтерполі.

## Ролі
- Антоніо Бандерас — Томмі
- Мег Райан — Марті Дюранд
- Колін Генкс — Генрі Дюранд
- Сельма Блер — Емілі
- Тревор Могран — Едді
- Кіт Девід — Конрад, голова ФБР